# Voyager 1
La sonda spaziale Voyager 1 è una delle prime esploratrici del sistema solare esterno, tuttora in attività benché abbia raggiunto l'eliopausa. Il lancio è avvenuto nell'ambito del Programma Voyager della NASA il 5 settembre 1977 da Cape Canaveral a bordo di un razzo Titan IIIE, pochi giorni dopo la sua sonda gemella Voyager 2, in un'orbita che le avrebbe permesso di raggiungere Giove per prima.
Obiettivo principale della missione era il sorvolo dei due pianeti giganti Giove e Saturno, e in particolare del satellite Titano, per studiarne i campi magnetici, gli anelli e fotografarne i rispettivi satelliti. Dopo il sorvolo di Saturno nel 1980 la missione della sonda è stata estesa proseguendo così a raccogliere dati sulle regioni esterne del sistema solare. Nell'agosto del 2012 la Voyager 1 ha oltrepassato l'eliopausa diventando il primo oggetto costruito dall'uomo a entrare nello spazio interstellare.
Al 5 agosto 2025, la sonda sta operando e comunicando dati da 47 anni e 11 mesi e, continuando a viaggiare rispetto al Sole alla velocità stimata di 38 026,77 mph (61 198,15 km/h), si trova alla distanza dal Sole di 167,8 au (2,510×1010 km), facendone l'oggetto artificiale più lontano dalla Terra. È previsto che continuerà a operare fino al 2025, quando gli RTG smetteranno di fornire abbastanza energia elettrica.

## La missione

### Missione primaria

#### Giove e Saturno

Immagini in sequenza dell'avvicinamento della Voyager I a Giove, da 58 milioni a 31 milioni di chilometri; le immagini sono state prese ogni 10 ore per 28 giorni alla stessa ora locale gioviana, mostrando sempre la macchia rossa al centro dell'immagine.

La Voyager 1 iniziò a fotografare Giove nel gennaio 1979. La sonda passò vicino a Giove il 5 marzo 1979, e continuò a fotografare il pianeta fino ad aprile. Poco tempo dopo fu la volta della sonda sorella Voyager 2.
Le due Voyager fecero numerose scoperte su Giove e i suoi satelliti. La più sorprendente fu la scoperta di vulcani di zolfo su Io, che non erano mai stati osservati né dalla Terra né dal Pioneer 10 o dal Pioneer 11.
La sonda proseguì il suo viaggio verso Saturno. Il punto di massimo avvicinamento fu raggiunto il 12 novembre 1980, quando passò a una distanza di poco più di 120000 km dal pianeta. La sonda fotografò le complesse strutture degli anelli di Saturno, e studiò l'atmosfera di Saturno e di Titano. La sua orbita, progettata per studiare Titano da vicino, la portò fuori dal piano dell'eclittica, impedendole di visitare altri pianeti.

### Missione secondaria
Dopo aver oltrepassato Saturno e le sue lune, la sonda si è progressivamente allontanata dal Sole, dirigendosi verso i confini del Sistema solare.

#### Termination Shock
Nel novembre 2003 è stato annunciato che secondo l'analisi dei dati registrati la Voyager 1 avrebbe passato il "termination shock" (il confine dove le particelle del vento solare vengono rallentate a velocità subsoniche) nel febbraio 2004.
Altri scienziati hanno espresso dubbi in proposito (discussi nella rivista Nature il 6 novembre). Probabilmente serviranno altre analisi, rese difficili anche dal fatto che i rivelatori di vento solare a bordo della Voyager 1 hanno smesso di funzionare nel 1990.
Le ultime dichiarazioni indicano che la sonda avrebbe attraversato il termination shock nel dicembre 2004.

#### Autostrada magnetica
Dati del dicembre 2012 inviati dalla sonda dimostrano nuove e sensazionali scoperte dei confini del sistema solare. La sonda è entrata in un'"autostrada magnetica" che collega il sistema solare allo spazio interstellare. Questa "autostrada" sembrerebbe essere un mezzo di collegamento fra il campo magnetico del sole e il campo magnetico interstellare. Tutto ciò permette alle particelle cariche all'interno dell'eliosfera di uscire fuori e alle particelle cariche dell'esterno di riversarsi dentro.
Pertanto la Voyager 1 sta analizzando particelle cariche provenienti dall'esterno del sistema solare. Gli esperti ritengono però che i dati sul campo magnetico non facciano pensare che sia già nello spazio interstellare, in quanto la direzione delle linee del campo magnetico dovrebbero mutare, quando invece non lo stanno facendo. La sonda si sarebbe immessa sull'autostrada magnetica il 28 luglio 2012 e da allora questa regione si è allontanata e riavvicinata a essa molte volte. La sonda vi è infine rientrata il 25 agosto 2012.

#### Eliopausa
Mentre la sonda sta viaggiando verso lo spazio interstellare, i suoi strumenti continuano a studiare l'ambiente del sistema solare. Gli scienziati del Jet Propulsion Laboratory della NASA stanno usando gli strumenti a bordo per cercare il punto esatto dell'eliopausa.
Il 13 dicembre 2010 è stato dichiarato che nel giugno 2010, a una distanza di circa 114 unità astronomiche (1,71×1010 km) dal Sole, la Voyager 1 ha rilevato che la velocità del vento solare è diminuita fino a zero, perciò la sonda potrebbe aver raggiunto l'eliopausa, tuttavia sono in corso ulteriori analisi per averne la certezza.
Il 13 settembre 2013 è stato dichiarato che il 25 agosto 2012, a una distanza di circa 121 UA dal Sole, la Voyager 1 avrebbe superato il confine dell'eliopausa. A indicarlo fu una nuova misurazione della densità del plasma di particelle a bassa energia, che circondano la sonda, che mostrò un rapido incremento compatibile con le previsioni teoriche. Gli strumenti hanno rivelato una brusca diminuzione dei raggi cosmici solari, la cui intensità è scesa verso valori vicini allo zero.

#### Spazio interstellare
Il 14 giugno 2012 la NASA ha dichiarato che, per effetto del flusso di particelle cosmiche, gli strumenti della sonda hanno registrato segnali nuovi completamente diversi da quelli registrati sinora, per tale ragione si ritiene che la Voyager 1 sia vicina all'ingresso nello spazio interstellare.
Successivamente il 3 agosto 2012 la NASA ha dichiarato che due dei tre segnali chiave (che era stato previsto che sarebbero dovuti cambiare nel momento in cui la sonda fosse entrata nello spazio interstellare) sono cambiati rapidamente come non accadeva da 7 anni.
Il 12 settembre 2013 la NASA ha confermato che il 25 agosto 2012 la Voyager 1, a una distanza di circa 121 UA dal Sole, è entrata ufficialmente nello spazio interstellare.

### Stato attuale

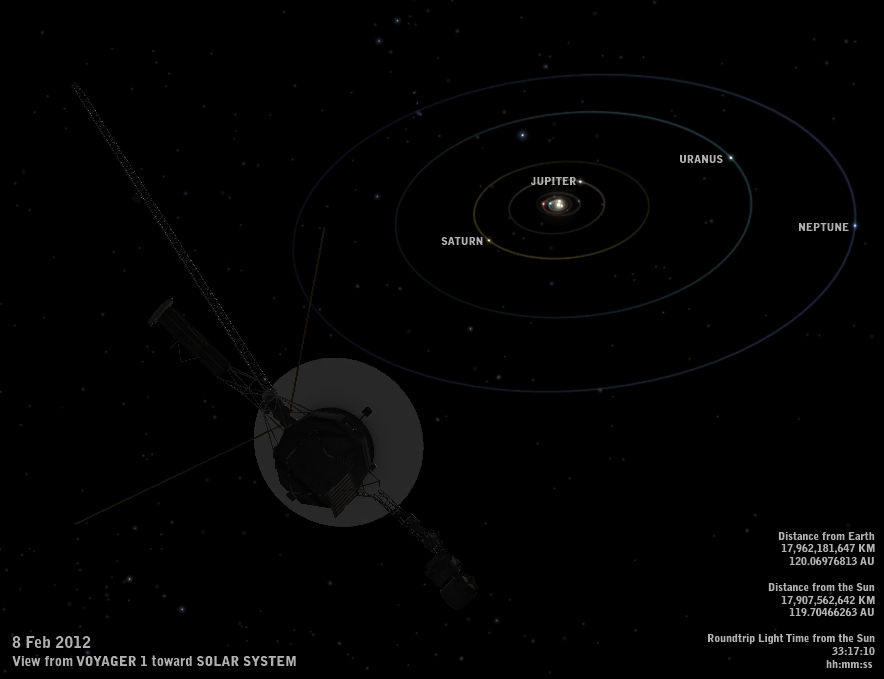
Posizione della Voyager I l'8 febbraio 2012: sono visualizzate le orbite planetarie, ma nessun pianeta sarebbe visibile da quella distanza, mentre il Sole avrebbe una magnitudine di -16,4

La Voyager 1 è ancora funzionante ed è l'oggetto costruito dall'uomo più distante dalla Terra avendo superato la sonda Pioneer 10.
Dopo aver raggiunto lo spazio interstellare nel 2013 e dopo l'attivazione dei propulsori nel 2018 che hanno permesso di estendere la missione, al 5 agosto 2025 si trova ad una distanza dal Sole di 167,877 au (2,51140×1010 km).
La sonda si sta allontanando dal sistema solare a una velocità di 16,9995 km/s.
Dal 14 novembre 2023 la sonda ha smesso di inviare i dati della telemetria inviando invece un pattern di sequenze binarie ripetute ma indecifrabili. Dopo un'analisi durata qualche mese è stato possibile appurare che il problema risiede in un modulo di memoria malfunzionante nel Flight Data Subsystem. Il 23 aprile 2024 gli ingegneri del JPL sono riusciti a riprogrammare l'FDS per escludere il banco di memoria corrotto e la sonda è tornata ad inviare alla Terra la telemetria corretta.

### Futuro
La Voyager 1 è alimentata da una batteria RTG che le permetterà di funzionare, seppure in modo limitato, fino al 2025 quando avrà raggiunto oltre 25 miliardi di chilometri di distanza dalla Terra.
In base alle previsioni, la Voyager 1 potrebbe raggiungere e analizzare l'ipotetico muro d'idrogeno (situato tra l'eliopausa e il bow shock), però sarà impossibile che la sonda sia ancora funzionante quando raggiungerà il bow shock situato a circa 230 UA dal Sole; nell'ipotesi che viaggi all'attuale velocità, si può stimare il raggiungimento di tale zona nel 2042, ma in realtà occorrerà più tempo a causa del progressivo leggero rallentamento della sonda.
Fra 30 000 anni circa, la Voyager 1 uscirà completamente dalla Nube di Oort ed entrerà nel campo di attrazione gravitazionale di un'altra stella.
La sonda si sta dirigendo in direzione della costellazione dell'Ofiuco e tra circa 38 000 anni passerà a una distanza di circa 1,7 anni luce dalla stella Gliese 445 situata nella costellazione della Giraffa.

## Componenti della sonda

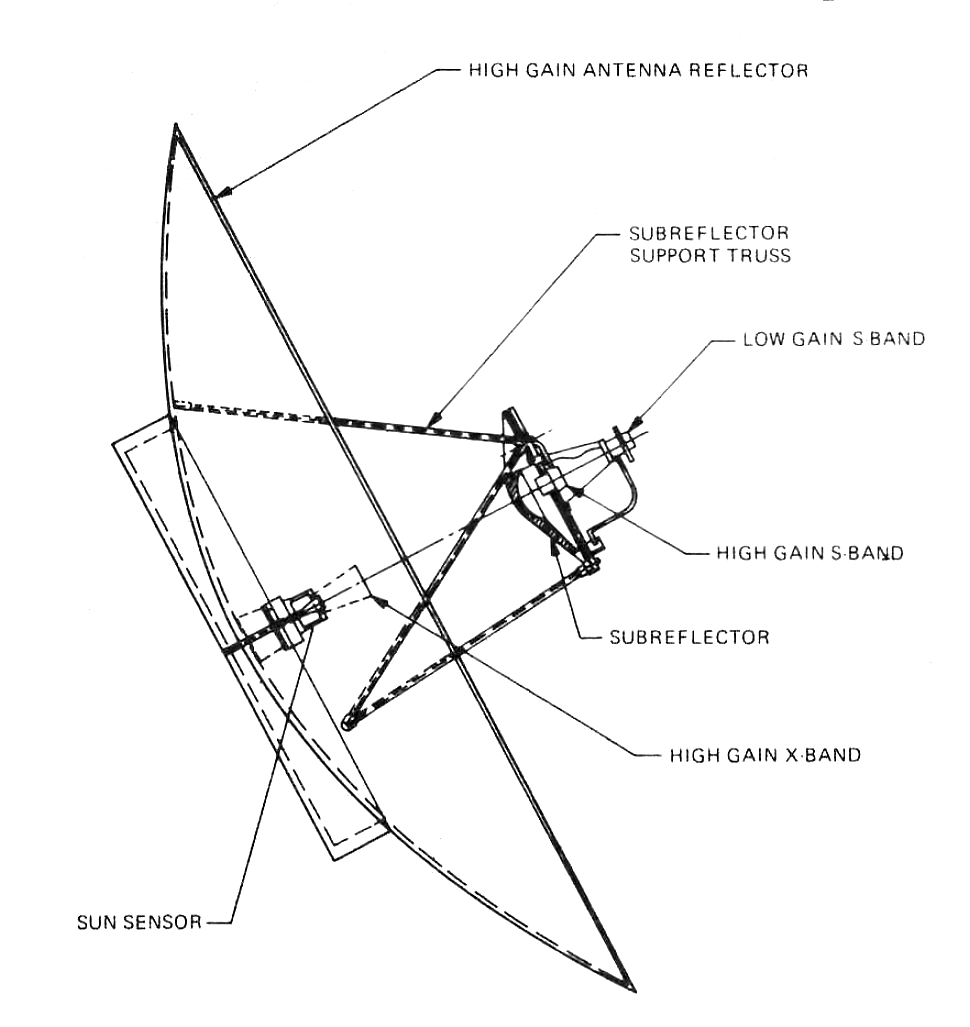
L'antenna parabolica di 3.7 metri di diametro.

Voyager 1 è stato costruito dal Jet Propulsion Laboratory.

### Propulsori e orientamento
Ha 16 propulsori a idrazina, stabilizzatori a tre assi giroscopici e strumenti di riferimento per mantenere la radio della sonda puntata verso la Terra. L'insieme di questi strumenti fa parte del “Attitude and Articulation Control Subsystem (AACS)”, insieme a unità ridondanti di molti strumenti e 8 propulsori di backup.
I propulsori anti-rollio principali erano stati disattivati nel 2004 a causa di un problema di bassa potenza ai riscaldatori interni e a distanza di 20 anni sono stati riattivati, in quanto ad un'analisi dei dati sembra che il problema sia stato dovuto ad un disturbo inaspettato nei circuiti di alimentazione dei riscaldatori, questo ripristino dei propulsori permetterà di scongiurare la perdita dell'orientamento con la terra, dato che i propulsori anti-rollio usati finora presentano accumulo di residui nei tubi del carburante, il che potrebbe portare ad un loro blocco.

### Sistema di comunicazione
Il sistema di comunicazione radio di Voyager 1 è stato progettato per essere usato oltre il limite del sistema solare. Il sistema di comunicazione include un'antenna parabolica di 3,7 m di diametro e 23 W di potenza per mandare e ricevere onde radio attraverso le tre “Deep space network” sulla Terra. Quando Voyager 1 non ha la possibilità di comunicare direttamente con la Terra, il suo nastro digitale può registrare circa 64 kB di dati, per trasmetterli in un secondo momento. Al 2025, i segnali che partono dalla sonda impiegano 23 ore per raggiungere la Terra.

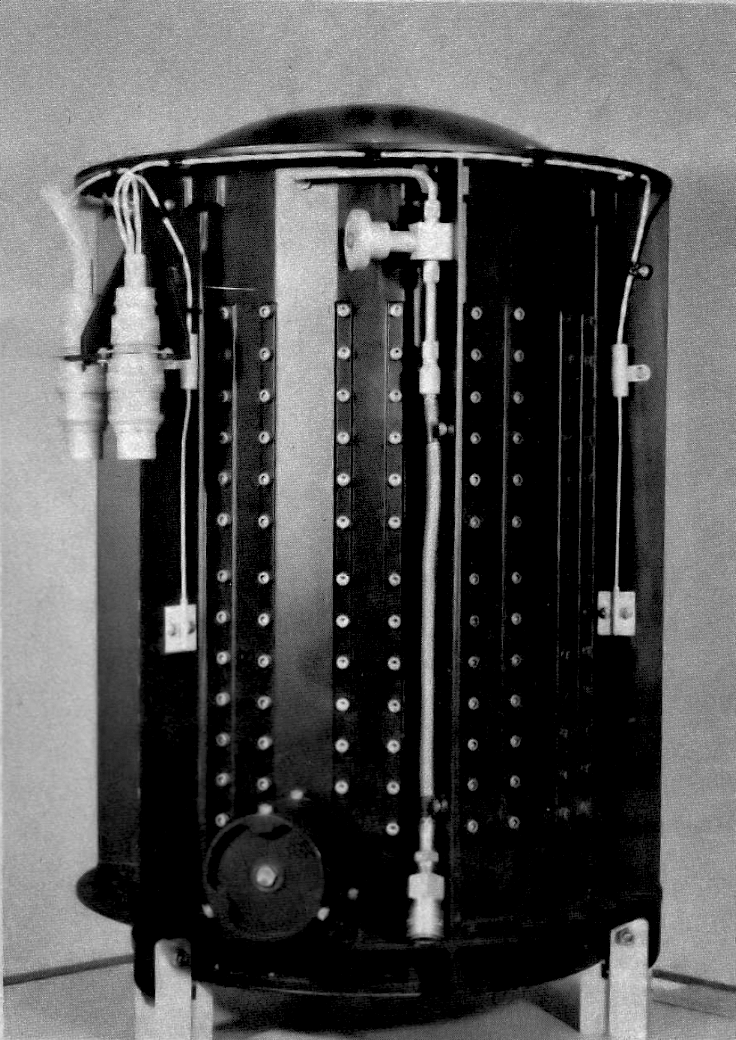
Unità RTG

### Potenza
Voyager 1 ha tre generatori termoelettrici a radioisotopi (RTGs). Ogni MHW-RTG contiene 24 sfere di ossido di plutonio-238. Gli RTGs generavano, al momento del lancio, circa 470 W di potenza elettrica. La rimanente potenza è dissipata come calore residuo. Nonostante il decadimento del plutonio, gli RTGs della navicella continueranno a renderla operativa fino al 2025.

### Computer
Il “computer command Subsystem” (CCS), dotato di 69 KB di RAM, controlla le macchine fotografiche. Il CCS contiene inoltre programmi per la decodifica dei comandi, correzione delle routine e rilevamento degli errori, routine di puntamento dell’antenna. Questo computer è una versione migliorata di quello che fu usato nel Viking Orbiters. L'“Attitude and Articulation Control Subsystem” (AACS) controlla l’orientamento della navicella. Mantiene l’antenna puntata verso la terra, controlla i cambiamenti di assetto e punta le piattaforme di scan.

## Voyager Golden Record

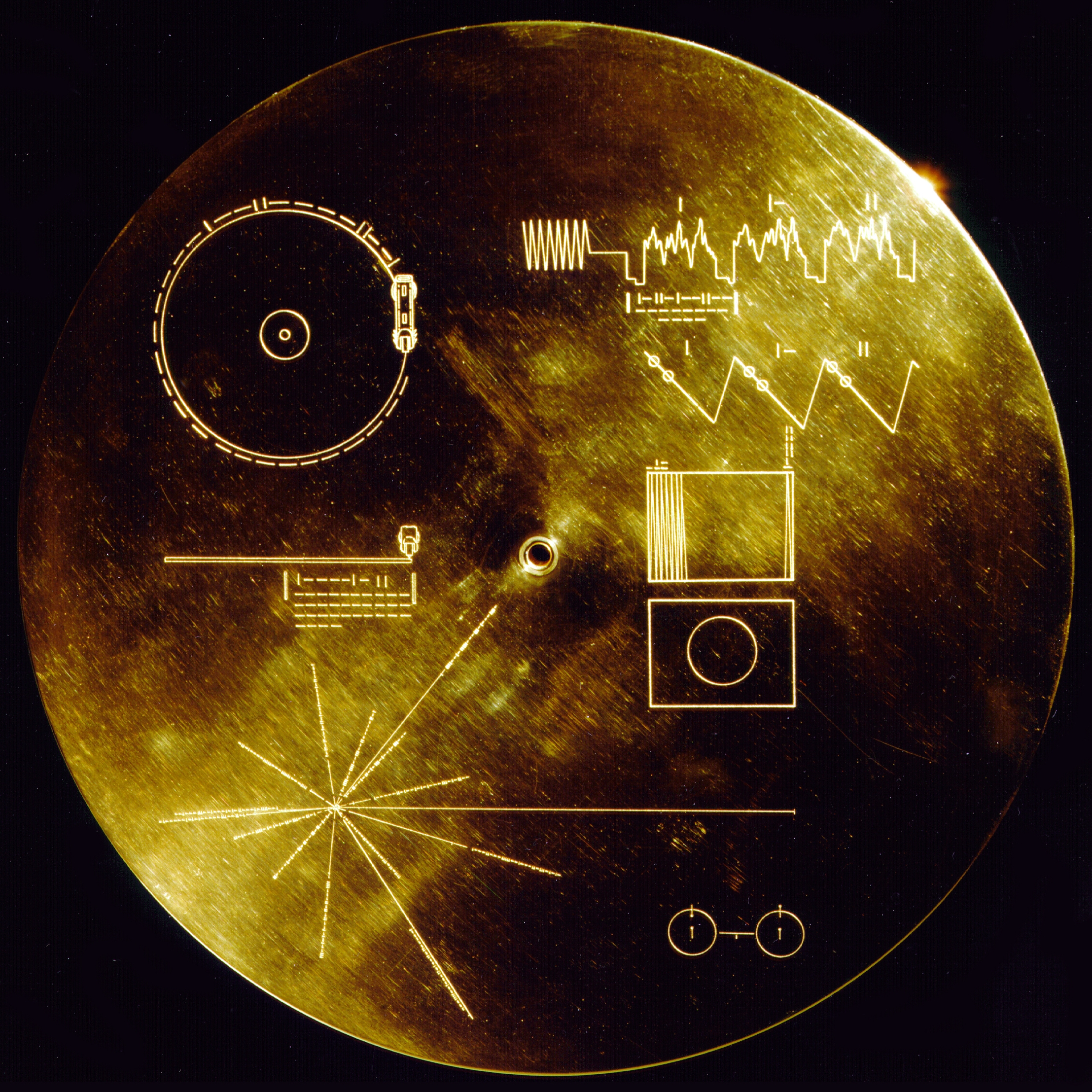
La custodia del Voyager Golden Record

Il Voyager Golden Record è un disco registrato placcato in oro contenente immagini e suoni della Terra, che la sonda, così come il Voyager 2, porta con sé. I contenuti della registrazione furono selezionati da un comitato presieduto da Carl Sagan. Le istruzioni per accedere alle registrazioni sono incise sulla custodia del disco, nel caso "qualcuno lo trovasse".

## Foto dai confini del sistema solare
Nel 1990, la sonda ha scattato diverse fotografie ai pianeti del sistema solare quando si trovava ad oltre 6 miliardi di chilometri dalla Terra. La più celebre è la Pale Blue Dot (puntino celeste) che mostra la Terra della dimensione di meno di un pixel. Un collage delle altre foto forma un'altra nota foto, Ritratto di famiglia.